# La faccenda del buon Biffy
La faccenda del buon Biffy (The Rummy Affair of Old Biffy) è un racconto dello scrittore britannico P. G. Wodehouse, pubblicato per la prima volta nel 1924 nel bimensile statunitense The Saturday Evening Post e nel mensile britannico The Strand Magazine e in volume nella raccolta di racconti Carry on, Jeeves, tradotta in italiano nel (1928) nella raccolta Avanti Jeeves!.

Biffy, un amico di Bertie, ha perduto la donna amata (Mabel) per averne dimenticato il cognome e l'indirizzo; tempo dopo chiede aiuto a Bertie perché lo aiuti a sciogliere il fidanzamento con l'autoritaria Honoria Glossop, figlia del famoso psichiatra sir Roderick Glossop e più volte fidanzata con lo stesso Bertie.

## Storia editoriale
Il racconto è stato pubblicato per la prima volta nella rivista statunitense The Saturday Evening Post del 27 settembre 1924 e successivamente nel mensile britannico The Strand Magazine dell'ottobre 1924; le due versioni erano pressoché identiche, differendo solo per pochi vocaboli. Entrambe le versioni erano illustrate: quella del Saturday Evening Post era illustrata da Arthur William Brown, quella dello Strand Magazine da Arthur Wallis Mills. Il racconto è stato pubblicato nel volume Carry on, Jeeves nel 1925, tradotto in italiano per la prima volta nel 1928.

## Trama

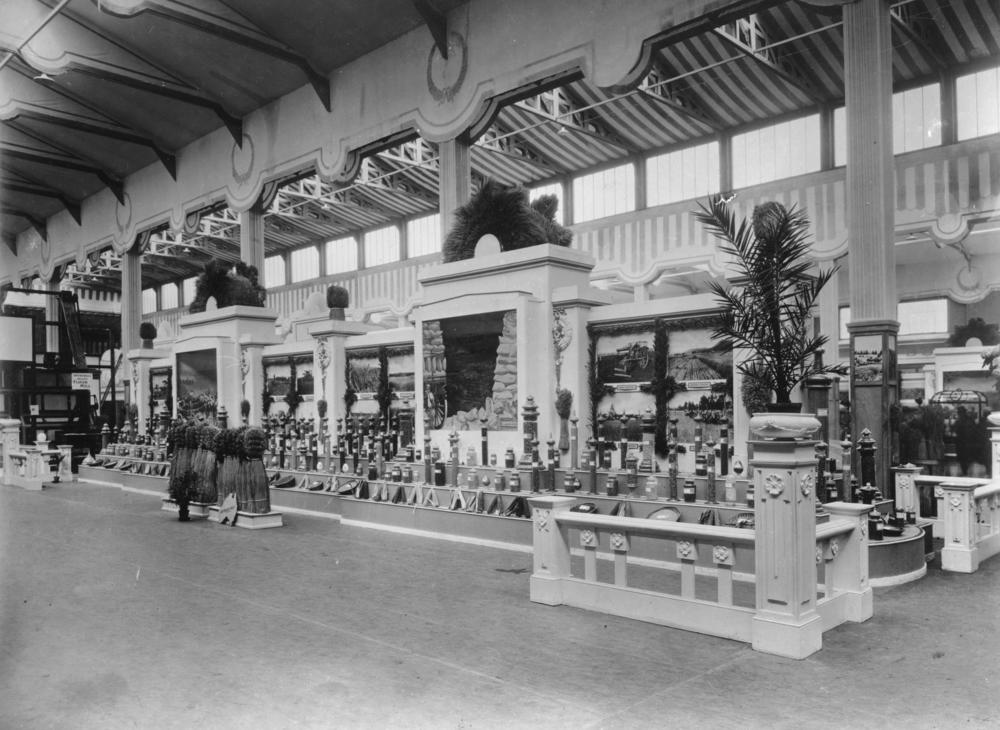
Una sala della British Empire Exhibition (1924)

Bertie si trova a Parigi, dove incontra il suo vecchio amico Biffy, affetto da smemorataggine. Biffy si era innamorato di una modella di nome Mabel conosciuta su un transatlantico diretto a New York; le chiese di sposarlo, ottenendone una risposta affermativa. La storia d'amore si interruppe però bruscamente perché Biffy dimenticò sia il cognome di Mabel sia il nome dell'albergo newyorkese dove la giovane donna aveva preso alloggio. E Mabel, evidentemente offesa dal comportamento di Biffy, da parte sua evitò di cercarlo.

Qualche giorno dopo l'incontro parigino Bertie legge sul Times l'annuncio del fidanzamento fra Charles Edward Biffen (Biffy) e la Miss Honoria Glossop. Bertie, che conosce bene anche Honoria («Una donna tremenda da trovarsi di fronte la mattina a colazione»), compiange la sorte del mite e pacifico amico. Una settimana dopo, ritornato a Londra, Bertie riceve la visita di Biffy il quale gli confessa di essere sempre innamorato di Mabel, di detestare la nuova fidanzata e chiede a Bertie di aiutarlo a rompere il fidanzamento con Honoria. In passato Bertie è stato fidanzato un paio di volte con Honoria e ha rotto altrettante volte il fidanzamento grazie all'aiuto del suo valletto Jeeves; ma sorprendentemente questa volta Jeeves si mostra alquanto restio ad aiutare l'amico di Bertie. Bertie prepara dei piani tesi a mostrare in Biffy segni di patologie mentale davanti al padre di Honoria, il famoso psichiatra Sir Roderick Glossop, affinché questi interrompa il fidanzamento della propria figlia con un demente; ma i piani falliscono tutti perché lo svanito Biffy dimentica sempre qualche particolare della loro attuazione.

Sir Roderick Glossop organizza una visita alla British Empire Exhibition, l'esposizione coloniale dell'Impero Britannico che si svolse nel Wembley Park di Londra nel 1924-25. Prima di recarsi al Wembley Park, Bertie, che era stato anch'egli invitato da Sir Roderick, narra a Jeeves le disavventure di Biffy informando il valletto anche dell'episodio che ha determinò la perdita di Mabel. Una volta all'interno dell'area espositiva, Bertie e Biffy annoiati si rifugiano in un bar dove iniziano a bere una serie di cocktail. Biffy vede poi uno dei padiglioni dell'esposizione chiamato "Palazzo della Bellezza", e si ricorda improvvisamente che Jeeves gli aveva detto che avrebbe dovuto assolutamente visitarlo. Il "Palazzo della Bellezza" contiene numerose gabbie di vetro contenenti ciascuna una modella che impersona una famosa donna del passato (Elena di Troia, Cleopatra, ecc.): Bertie si sente a disagio («Non posso dire che la cosa m'affascinasse molto. Sono convinto che una bella donna perda molto del suo fascino se la si guarda attraverso un vetro»). Biffy riconosce in una gabbia Mabel che impersona una regina inglese del passato: rompe con il suo robusto bastone da passeggio il vetro che lo separa dalla ragazza e, prima che i poliziotti lo arrestino e lo portino in prigione, riesce a farsi dare da Mabel il numero di telefono e ordina a Bertie di annotarlo. Sir Roderick, venuto a sapere del comportamento di Biffy, blocca il matrimonio con Honoria.
Più tardi Bertie chiede a Jeeves in che modo conoscesse Mabel, e Jeeves sorprende Bertie rispondendo che Mabel è sua nipote.

### Edizioni

#### Originali
- (EN) Carry On, Jeeves, London, Herbert Jenkins, 1925.
- (EN) Carry On, Jeeves, Leipzig, B. Tauchnitz, 1925.
- (EN) Carry On, Jeeves, New York, George H. Doran, 1927.

#### Traduzioni
- Avanti, Jeeves!: romanzo umoristico inglese, traduzione di Silvio Spaventa Filippi, Milano, Monanni, 1928.
- Avanti, Jeeves!: romanzo umoristico inglese, traduzione di Silvio Spaventa Filippi, Milano, Bietti, 1933.
- La faccenda del buon Biffy, in Avanti, Jeeves!, traduzione di Silvio Spaventa Filippi, revisione di Claudio Redi, Milano, Bietti, 1973,  pp. 137-166.
- Avanti, Jeeves!, traduzione di Franco Salvatorelli, Milano, Mursia, 1991, ISBN 88-425-2680-0.
- Avanti, Jeeves!, traduzione di Tracy Lord, Milano, Polillo, 2011, ISBN 978-88-8154-293-2.

### Fonti critiche
- (EN) Nigel Cawthorne, A Brief Guide to Jeeves and Wooster, London, Constable & Robinson, 2013, ISBN 978-1-78033-824-8.
- (EN) Eileen McIlvaine, Louise S. Sherby e James H. Heineman, P. G. Wodehouse: A Comprehensive Bibliography and Checklist, New York, James H. Heineman Inc., 1990, ISBN 978-0-87008-125-5.